# 凉亭乡 (怀宁县)
凉亭乡，是中华人民共和国安徽省安庆市怀宁县下辖的一个乡镇级行政单位。

## 行政区划
凉亭乡下辖以下地区：
凉亭社区、源潭铺村、双岭村、双湖村、四武村、鹤林村、金鸡村、戴店村、磨山村、青山村和董祠村。